# Bukovec (Chorwacja)
Bukovec – wieś w Chorwacji, w żupanii medzimurskiej, w gminie Selnica. W 2011 roku liczyła 174 mieszkańców.